# 十三龄童
十三龄童（1933年—），原名王振芳，男，浙江绍兴人，中国绍剧表演艺术家，一级演员。